# Barbara Jordan
Barbara Jordan (ur. 2 kwietnia 1957 w Milwaukee) – amerykańska tenisistka, zwyciężczyni gry pojedynczej kobiet podczas wielkoszlemowego Australian Open 1979.

## Kariera sportowa
Praworęczna zawodniczka preferowała tenis bezpieczny, regularnie przebijając piłki, w odróżnieniu od swojej młodszej siostry Kathy, woleistki, zwyciężczyni ponad 40 turniejów deblowych. Barbara Jordan w 1975 była klasyfikowana jako wiceliderka rankingu juniorek amerykańskich, odnosiła sukcesy w rozgrywkach międzyuczelnianych. Później w rankingu seniorskim USA zajmowała odległe lokaty (poza czołową trzydziestką). Jej zwycięstwo w Australian Open 1979 było zupełnie niespodziewane. Do turnieju (słabo obsadzonego) przystępowała jako 68. rakieta świata, ale udało się jej pokonać jedną z głównych faworytek Mandlíkovą (rozstawioną z numerem 2) w ćwierćfinale, a w półfinale inną Czeszkę Renátę Tomanovą (nr 3). W decydującym meczu okazała się lepsza od rodaczki Sharon Walsh (nr 4 rozstawienia) 6:3, 6:3, stając się w ten sposób jedyną amerykańską triumfatorką mistrzostw Australii w latach 70.
Poza Australian Open udało się jej wygrać jeszcze jeden turniej w grze pojedynczej (Detroit 1978), była w jednym finale (Nagoya 1980) i jednym półfinale (Tokio 1981). W deblu wygrała sześć imprez. Drugie zwycięstwo wielkoszlemowe świętowała w grze mieszanej, wygrywając w 1983 French Open w parze z Eliotem Teltscherem. Podobnie jak siostra Kathy działała w Women's Tennis Association. Kathy i Barbara Jordan stanowiły pierwszy od prawie stu lat (od pierwszego finału Wimbledonu kobiet w 1884) duet sióstr-finalistek turniejów wielkoszlemowych w grze pojedynczej. W odróżnieniu od swoich poprzedniczek z 1884 (Maud i Lillian Watson) nie spotkały się jednak w tym samym finale (Kathy wystąpiła w decydującym meczu Australian Open w 1983, ulegając Martinie Navrátilovej).

## Finały wielkoszlemowe w grze pojedynczej

### Wygrane (1)
| Rok  | Turniej         | Przeciwniczka w finale | Wynik   |
| 1979 | Australian Open | Sharon Walsh           | 6/3 6/3 |

## Finały wielkoszlemowe w grze mieszanej

### Wygrane (1)
| Rok  | Turniej     | Partner         | Przeciwnicy w finale       | Wynik   |
| 1983 | French Open | Eliot Teltscher | Lesley Allen Charles Stode | 6/2 6/3 |

## Wygrane turnieje

### gra pojedyncza (2)
- 1978 Detroit
- 1979 Australian Open

### gra podwójna (6)
- 1978 Swiss Open, Detroit
- 1982 Tokio (Japan-Asian Open), Borden Classic
- 1983 Indianapolis, Hershey

### gra mieszana (1)
- 1983 French Open (z Eliotem Teltscherem)